# Inês Edviges de Anhalt
Inês Edviges de Anhalt (em alemão:  Agnes Hedwig; Dessau, 12 de março de 1573 - Sønderborg, 3 de novembro de 1616) foi uma princesa de Anhalt-Zerbst por nascimento, abadessa de Gernrode e, por casamento, princesa-eleitora da Saxónia e duquesa de Schleswig-Holstein-Sonderburg-Plön.

## Família
Inês era a segunda filha do segundo casamento do príncipe Joaquim Ernesto de Anhalt com a duquesa Leonor de Württemberg. Os seus avós paternos eram João V, Príncipe de Anhalt-Zerbst e a marquesa Margarida de Brandemburgo. Os seus avós maternos eram Cristóvão, Duque de Württemberg e a marquesa Ana Maria de Brandemburgo-Ansbach.

## Vida
Em 1581, quando tinha oito anos de idade, Inês tornou-se abadessa na Abadia Imperial de São Ciríaco em Genrode, uma posição que ocupou até 1586.
A 3 de janeiro de 1586, quando tinha treze anos de idade, Inês casou-se com o príncipe-eleitor Augusto I da Saxónia, tornando-se a sua segunda esposa. Diz-se que na noite de núpcias terá pedido a libertação de Caspar Peucer, que Augusto tinha prendido durante a perseguição aos cripto-calvinistas. Augusto morreu algumas semanas depois do casamento, a 11 de fevereiro de 1586. Inês recebeu o Castelo de Lichtenburg como compensação pela morte do marido, mas nunca viveu lá.
Dois anos depois, a 14 de fevereiro de 1588, Inês casou-se com o duque João II de Schleswig-Holstein-Sonderburg-Plön, tornando-se também a sua segunda esposa. Morreu em 1616, seis anos antes do marido.

## Descendência
1. Leonor de Schleswig-Holstein-Sonderburg-Plön (4 de abril de[1590 – 13 de abril de 1669), solteira e sem descendência;
2. Ana Sabina de Schleswig-Holstein-Sonderburg-Plön (7 de março de 1593 – 18 de julho de 1659), casada com o duque Júlio Frederico de Württemberg; com descendência;
3. João Jorge de Schleswig-Holstein-Sonderburg-Plön (9 de fevereiro de 1594 – 25 de janeiro de 1613), morreu aos dezoito anos de idade; sem descendência;
4. Joaquim Ernesto I Schleswig-Holstein-Sonderborg-Plön (29 de agosto de 1595 – 5 de outubro de 1671), casado com a duquesa Doroteia Augusta de Holstein-Gottorp; com descendência;
5. Doroteia Sibila de Schleswig-Holstein-Sonderburg-Plön (13 de julho de 1597 - 21 de agosto de 1597), morreu com um mês de idade;
6. Bernardo de Schleswig-Holstein-Sonderburg-Plön (12 de abril de 1601 - 26 de abril de 1601), morreu com poucos dias de idade;
7. Inês Madalena de Schleswig-Holstein-Sonderburg-Plön (17 de novembro de 1602 - 17 de maio de 1607), morreu aos quatro anos de idade;
8. Leonor Sofia de Eslésvico-Holsácia-Sonderburgo (24 de fevereiro de 1603 – 5 de janeiro de 1675), casada com o príncipe Cristiano II de Anhalt-Bernburg; com descendência.

## Genealogia
| Inês Edviges de Anhalt | Pai: Joaquim Ernesto, Príncipe de Anhalt | Avô paterno: João V, Príncipe de Anhalt-Zerbst               | Bisavô paterno: Ernesto I, Príncipe de Anhalt-Dessau                   |
| Inês Edviges de Anhalt | Pai: Joaquim Ernesto, Príncipe de Anhalt | Avô paterno: João V, Príncipe de Anhalt-Zerbst               | Bisavó paterna: Margarida de Münsterberg                               |
| Inês Edviges de Anhalt | Pai: Joaquim Ernesto, Príncipe de Anhalt | Avó paterna: Margarida de Brandemburgo, Duquesa da Pomerânia | Bisavô paterno: Joaquim I Nestor, Príncipe-Eleitor de Brandemburgo     |
| Inês Edviges de Anhalt | Pai: Joaquim Ernesto, Príncipe de Anhalt | Avó paterna: Margarida de Brandemburgo, Duquesa da Pomerânia | Bisavó paterna: Isabel da Dinamarca, Princesa-Eleitora de Brandemburgo |
| Inês Edviges de Anhalt | Mãe: Leonor de Württemberg               | Avô materno: Cristóvão de Württemberg                        | Bisavô materno: Ulrich de Württemberg                                  |
| Inês Edviges de Anhalt | Mãe: Leonor de Württemberg               | Avô materno: Cristóvão de Württemberg                        | Bisavó materna: Sabina da Baviera                                      |
| Inês Edviges de Anhalt | Mãe: Leonor de Württemberg               | Avó materna: Ana Maria de Brandemburgo-Ansbach               | Bisavô materno: Jorge, Marquês de Brandemburgo-Ansbach                 |
| Inês Edviges de Anhalt | Mãe: Leonor de Württemberg               | Avó materna: Ana Maria de Brandemburgo-Ansbach               | Bisavó materna: Edviges de Münsterberg-Oels                            |